# José Puigdollers Macià
José Puigdollers Macià (Roda de Ter, 1866-Barcelona, 1908) fue un viajante, escritor, economista y empresario español.

## Biografía
En su juventud representó a empresas catalanas dedicadas a la producción textil de Tarrasa y Sabadell y en las últimas décadas del siglo XIX representó a la Compañía General de Tabacos de Filipinas.
Creó una Revista Comercial dedicada a la publicidad de las empresas catalanas con el nombre de Mercurio. Estableció una de las sedes de la revista en la sucursal del Crédito Ibero-Americano en la calle Pelayo número 8 de Barcelona.